# Astragalus alexandrii
Astragalus alexandrii är en ärtväxtart som beskrevs av Anna Lukianovna Kharadze. Astragalus alexandrii ingår i släktet vedlar, och familjen ärtväxter. Inga underarter finns listade i Catalogue of Life.